# مجس بيروكهربائي

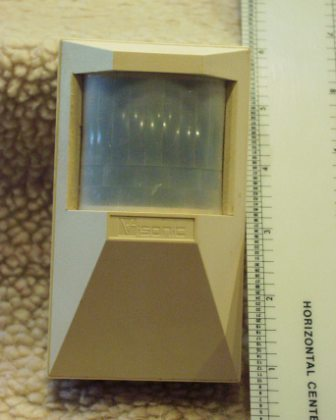
جهاز كشف الحركة PID السكني/التجاري النموذجي.

مستشعر الأشعة تحت الحمراء السلبي (passive infrared sensor PIR) هو مستشعر إلكتروني يقيس الأشعة تحت الحمراء (IR) المنبعثة من الأشياء الموجودة في مجال رؤية المستشعر. يُستخدم غالبًا في أجهزة الكشف عن الحركة المعتمدة على الأشعة تحت الحمراء. تُستخدم أجهزة استشعار PIR بشكل شائع في أجهزة الإنذار الأمنية وتطبيقات الإضاءة التلقائية.
تكتشف أجهزة استشعار الأشعة تحت الحمراء الحركة العامة، لكنها لا تقدم معلومات حول من أو ما الذي تحرك. ولتحقيق هذه الغاية، يلزم وجود مستشعر تصوير بالأشعة تحت الحمراء.
تُسمى أجهزة استشعار الأشعة تحت الحمراء عادةً ببساطة "PIR"، أو في بعض الأحيان "PID"، اختصارًا لـ "كاشف الأشعة تحت الحمراء السلبي passive infrared detecto". يشير مصطلح سلبي إلى حقيقة أن أجهزة PIR لا تُشع طاقة لأغراض الكشف. إنها تعمل بالكامل عن طريق اكتشاف الأشعة تحت الحمراء (الحرارة المشعة) المُنبعثة من الأشياء أو المنعكسة منها.

## مبادئ التشغيل
جميع الأجسام التي تكون درجة حرارتها أعلى من الصفر المطلق تُصدر طاقة حرارية على شكل إشعاع كهرومغناطيسي. عادةً لا تكون هذه الإشعاعات مرئية للعين البشرية لأنها تشع بأطوال موجية تقع في نطاق الأشعة تحت الحمراء، ولكن يمكن اكتشافها بواسطة الأجهزة الإلكترونية المصممة لهذا الغرض، والتي يُمكنها استشعار الأشعة تحت الحمراء.

## كاشف الحركة القائم على الأشعة تحت الحمراء

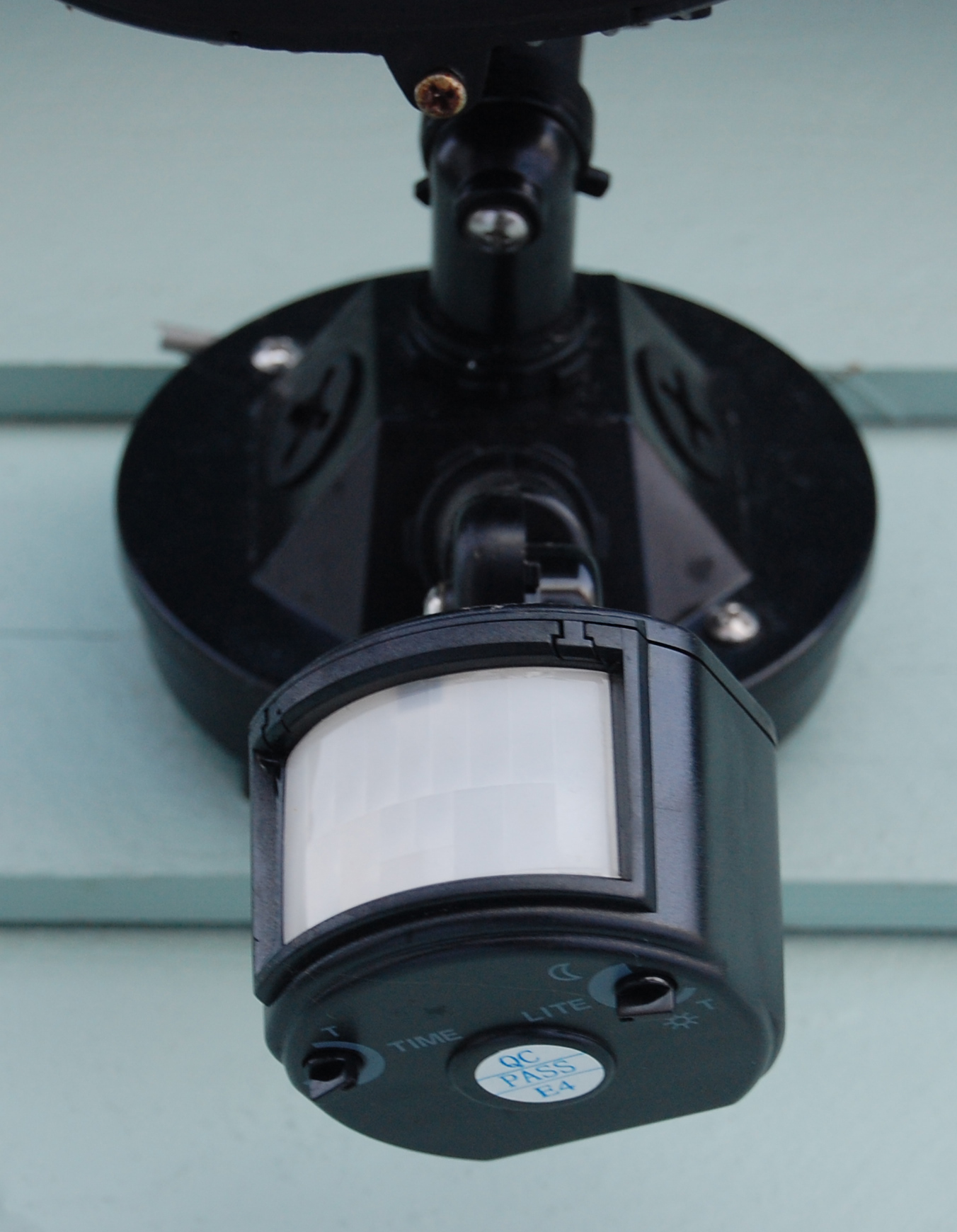
جهاز كشف الحركة PIR يستخدم للتحكم في الإضاءة الخارجية التلقائية.

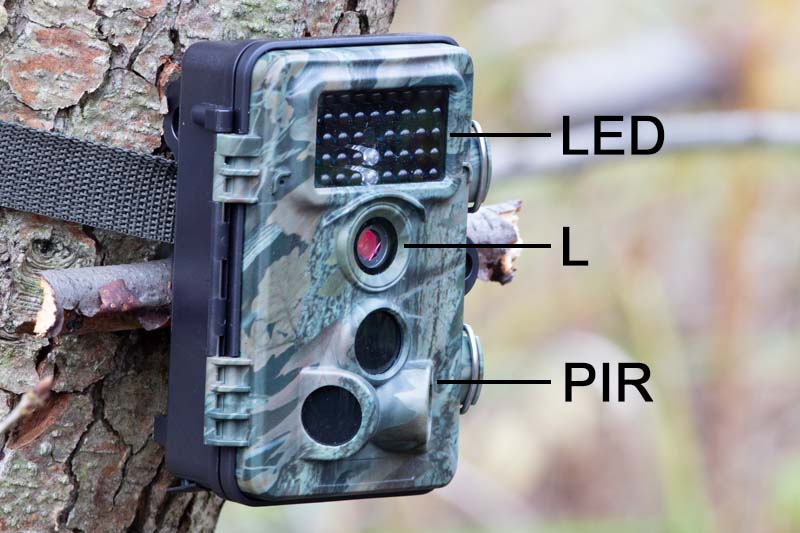
كاميرا مصيدة مع كاشف الحركة PIR.

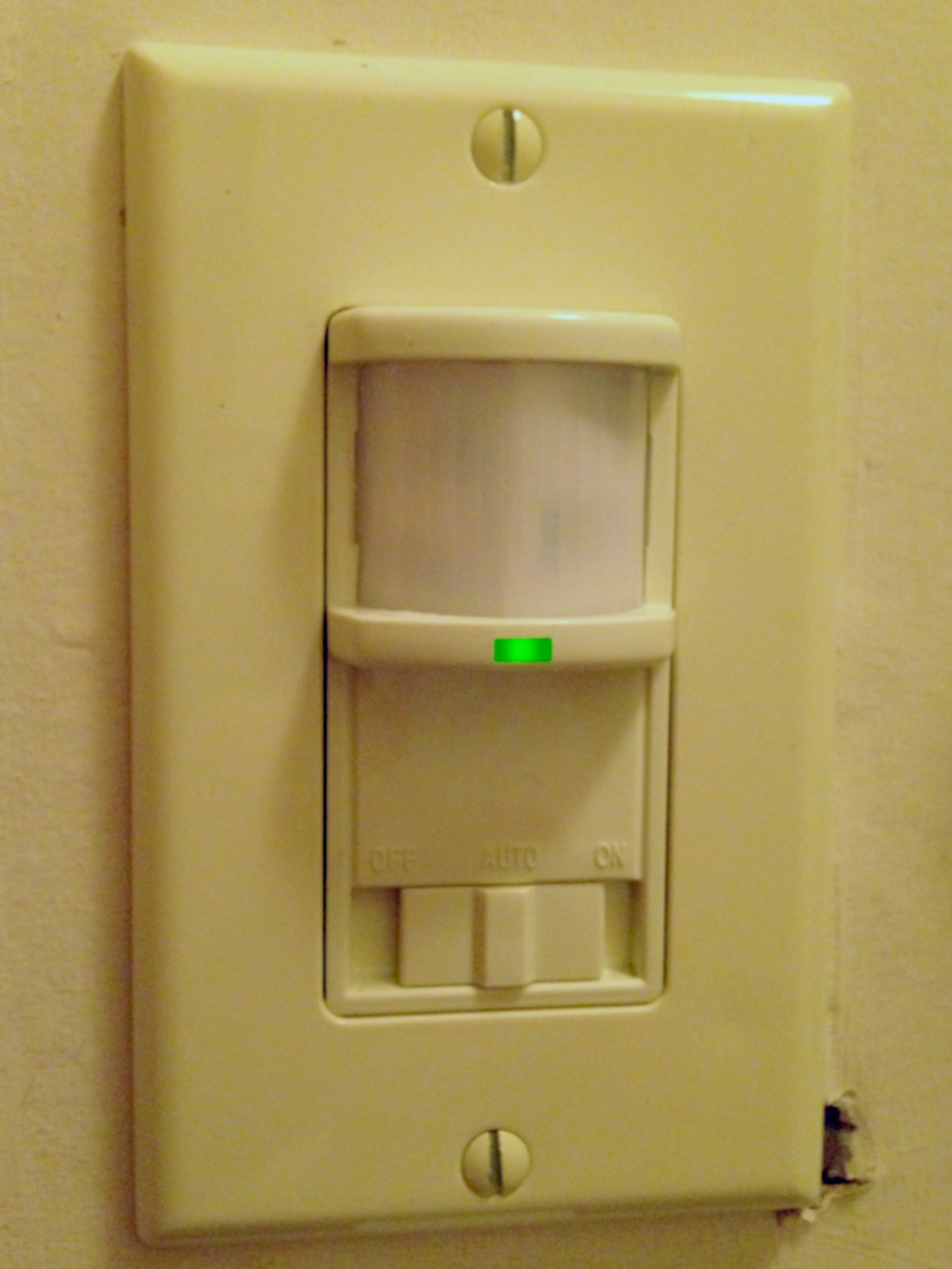
مفتاح إضاءة داخلي مزود بمستشعر إشغال يعتمد على الأشعة تحت الحمراء

يُستخدم جهاز كشف الحركة المعتمد على الأشعة تحت الحمراء لاستشعار حركة الأشخاص أو الحيوانات أو الأشياء الأخرى. يُستخدم بشكل شائع في أجهزة الإنذار ضد السرقة وأنظمة الإضاءة التي تعمل تلقائيًا.

### التشغيل
يمكن لمستشعر الأشعة تحت الحمراء اكتشاف التغيرات في كمية الأشعة تحت الحمراء التي تصطدم به، والتي تختلف اعتمادًا على درجة حرارة وخصائص سطح الأشياء الموجودة أمام المستشعر. عندما يمر جسم، مثل شخص، أمام المستشعر، فإن درجة الحرارة عند تلك النقطة في مجال رؤية المستشعر سترتفع من درجة حرارة الغرفة إلى درجة حرارة الجسم، ثم تعود مرة أخرى بعد مرور ذلك الجسم. يقوم المستشعر بتحويل التغيير الناتج في الأشعة تحت الحمراء الواردة إلى تغيير في جهد الخرج، وهذا يؤدي إلى اكتشاف وجود جسم متحرك. قد يكون للأشياء ذات درجة الحرارة المتشابهة ولكن خصائص السطح المختلفة نمط انبعاث مختلف للأشعة تحت الحمراء أيضًا، وبالتالي فإن تحريكها أمام المستشعر قد يؤدي إلى تشغيل الكاشف أيضًا.
تتوفر أجهزة PIR في العديد من الإعدادات لتناسب مجموعة واسعة من التطبيقات. تحتوي النماذج الأكثر شيوعًا على العديد من عدسات فرينل أو أجزاء المرآة، ويبلغ النطاق الفعال لها قرابة 10 أمتار (30 قدمًا)، ويبلغ مجال الرؤية أقل من 180° درجة. تتوفر نماذج ذات مجالات رؤية أوسع، تصل إلى 360° درجة، وهي مصممة عادةً للتركيب على السقف. يمكن تصنيع بعض أجهزة PIR الأكبر حجمًا باستخدام مرايا ذات جزء واحد ويمكنها استشعار التغيرات في طاقة الأشعة تحت الحمراء على مسافة تزيد عن 30 مترًا (100 قدم). توجد أيضًا أجهزة PIR مصممة بمرايا ذات اتجاه عكسي تسمح إما بتغطية واسعة (عرض 110° درجة) أو تغطية "ستارة" ضيقة للغاية، أو مع قطاعات قابلة للاختيار بشكل فردي "لتشكيل" مجال التغطية.

### الكشف التبايني
يمكن توصيل أزواج من عناصر المستشعر كمدخلات معاكسة لمضخم تفاضلي. في مثل هذا الإعداد، تلغي قياسات الأشعة تحت الحمراء بعضها البعض بحيث تمكن إزالة متوسط درجة حرارة مجال الرؤية من الإشارة الكهربائية؛ زيادة طاقة الأشعة تحت الحمراء عبر المستشعر بأكمله تلغي نفسها ولن تؤدي إلى تشغيل الجهاز. يتيح هذا للجهاز مقاومة المؤشرات الخاطئة للتغيير في حالة التعرض لومضات قصيرة من الضوء أو الإضاءة على نطاق واسع. (قد يظل التعرض المستمر للطاقة العالية قادرًا على تشبع مواد المستشعر وجعله غير قادر على تسجيل مزيد من المعلومات.) وفي الوقت نفسه، يقلل هذا الترتيب التفاضلي من تداخل الوضع المشترك common-mode interference، مما يسمح للجهاز بمقاومة التشغيل بسبب المجالات الكهربائية القريبة. ومع ذلك، لا يستطيع الزوج التبايني من أجهزة الاستشعار قياس درجة الحرارة في هذا الإعداد، وبالتالي فهو مفيد فقط لاكتشاف الحركة.

#### التنفيذ العملي
عندما يجري إعداد مستشعر PIR في الوضع التبايني، فإنه يُصبح قابلاً للتطبيق بشكل خاص كجهاز لكشف الحركة. في هذا الوضع، عندما يُكتشف حركة داخل "خط رؤية" المستشعر، تجري معالجة زوج من النبضات المكملة لبعضها البعض  عند طرف خرج المستشعر. من أجل استخدام إشارة الإخراج هذه لتشغيل عملي لحمل مثل مُرحل أو مُسجل بيانات أو إنذار ، يجري تصحيح الإشارة التباينية باستخدام مقوم جسر bridge rectifier وتغذيتها إلى دائرة تشغيل مُرحل ترانزستور. تُغلق نقاط اتصال هذا المُرحل وتفتح استجابةً للإشارات الصادرة عن جهاز استشعار الأشعة تحت الحمراء (PIR)، مما يؤدي إلى تنشيط الحمل المرفق عبر نقاط اتصاله، مما يؤكد اكتشاف شخص داخل المنطقة المحظورة المحددة مسبقًا.

### تصميم المنتج
عادةً ما يجري تثبيت مستشعر PIR على لوحة دائرة مطبوعة تحتوي على الدائرة الإلكترونية الضرورية المطلوبة لتفسير الإشارات من المستشعر نفسه. وعادةً ما يجري تضمين التجميع الكامل داخل غلاف، مثبتًا في موقع حيث يمكن للمستشعر تغطية المنطقة التي يجب مراقبتها.

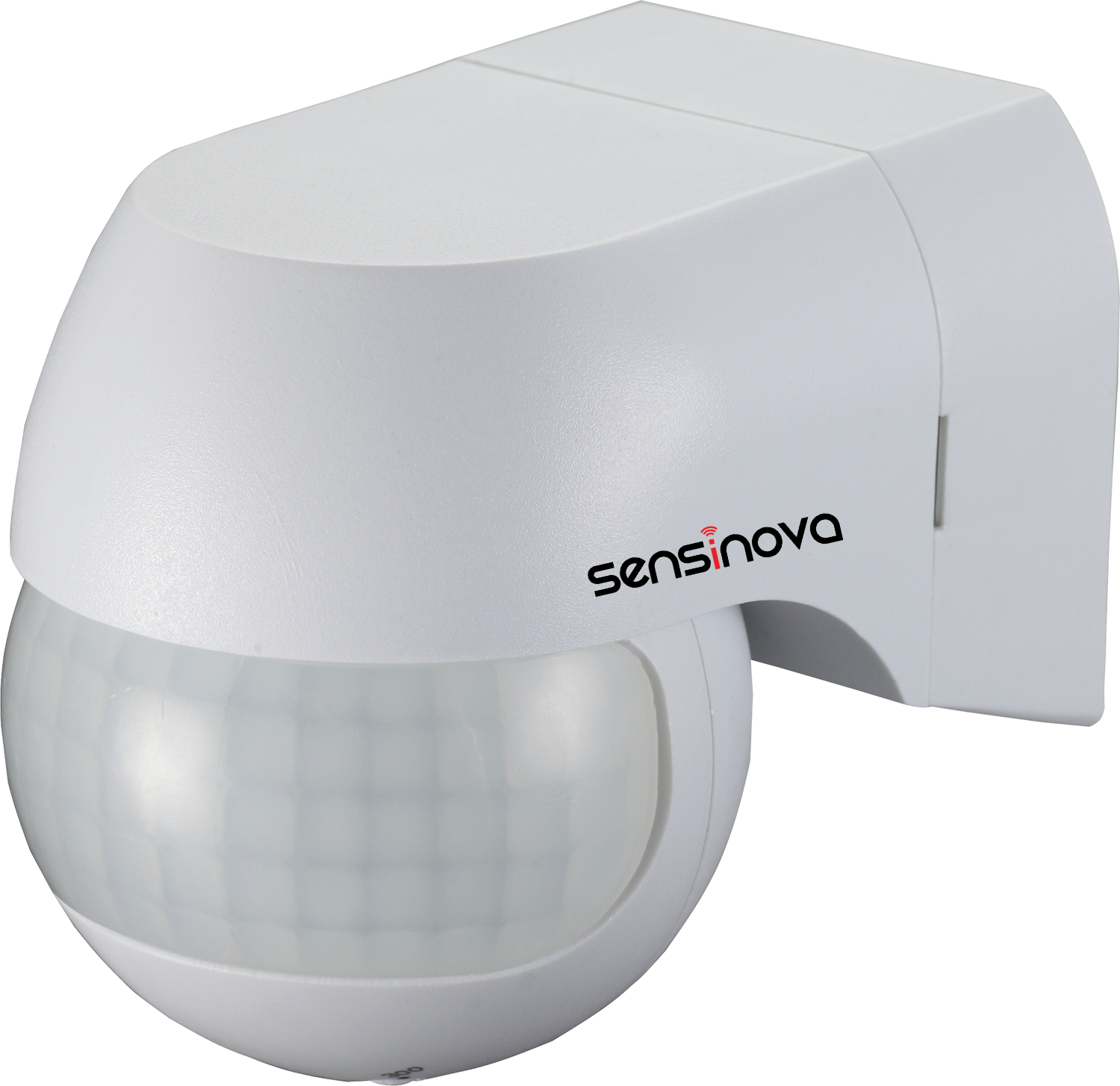
تصميم مستشعر الحركة PIR

عادةً ما يحتوي الغلاف على "نافذة" بلاستيكية يمكن من خلالها دخول طاقة الأشعة تحت الحمراء. على الرغم من أنها غالبًا ما تكون شفافة للضوء المرئي فقط، فإن طاقة الأشعة تحت الحمراء قادرة على الوصول إلى المستشعر من خلال النافذة لأن البلاستيك المستخدم شفاف للأشعة تحت الحمراء. تقلل النافذة البلاستيكية من فرصة دخول الأجسام الغريبة (مثل الغبار والحشرات والمطر وما إلى ذلك) إلى مجال رؤية المستشعر، وإتلاف الآلية، و/أو التسبب في ظهور إشارة بإنذارات كاذبة. يمكن استخدام النافذة كمرشح للحد من الأطوال الموجية إلى 8-14 ميكرومترًا، وهو الأقرب إلى الأشعة تحت الحمراء التي تنبعث من البشر. ويمكن أيضًا أن يعمل بمثابة آلية للتركيز؛ انظر أدناه.

### التركيز
يمكن استخدام آليات مختلفة لتركيز وتجميع طاقة الأشعة تحت الحمراء البعيدة على سطح المستشعر.

#### العدسات
قد يحتوي غطاء النافذة البلاستيكي على جوانب متعددة مصبوبة فيه، لتركيز وتجميع طاقة الأشعة تحت الحمراء على المستشعر. كل جانب فردي هو يُمثل عدسة فرينل.

جهاز PIR متعدد عدسات فرينل
PIR motion detector housing with cylindrical faceted window. The animation highlights individual facets, each of which is a Fresnel lens, focusing light on the sensor element underneath. غلاف كاشف الحركة بالأشعة تحت الحمراء ذو نافذة أسطوانية متعددة الأوجه. يسلط الرسم المتحرك الضوء على جوانب فردية، كل منها هو عدسة فرينل، تركز الضوء على عنصر المستشعر الموجود أسفله.
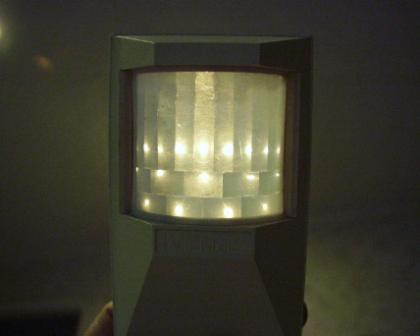
غطاء أمامي لمستشعر PIR (أُزيلت الدائرة الإلكترونية)، مع مصدر ضوء نقطي في الخلف، لإظهار العدسات الفردية.
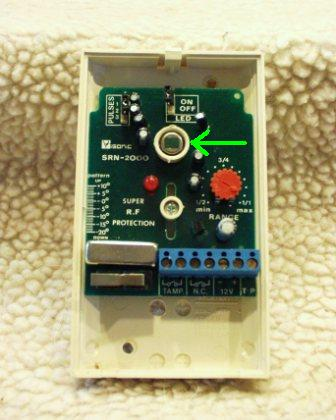
مستشعر PIR وقد أُزيل الغطاء الأمامي، ويظهر موقع المستشعر الكهربائي الحراري (السهم الأخضر).

#### المرايا
بعض أجهزة الأشعة تحت الحمراء PIR يجري تصنيعها لتحتوي على مرايا مكافئة مجزأة داخلية لتركيز طاقة الأشعة تحت الحمراء. عند استخدام المرايا، فإن غطاء النافذة البلاستيكي عادة لا يحتوي على عدسات فرينل مصبوبة فيه.

مستشعر الأشعة تحت الحمراء ذي المرآة المجزأة
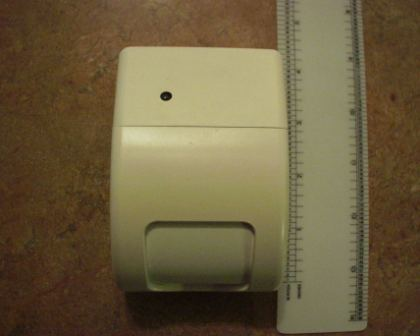
كاشف PID سكني/تجاري نموذجي يستخدم مرآة مجزأة داخلية للتركيز.
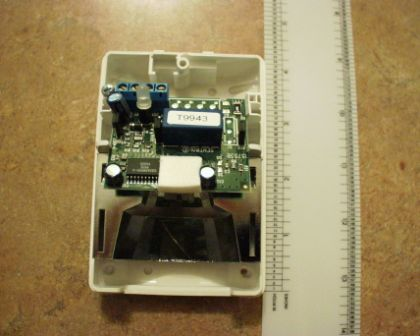
أُزيل الغطاء لتوضيح الأجزاء الداخلية، توجد مرآة مجزأة في الأسفل ولوحة دائرة مطبوعة أعلى منها.
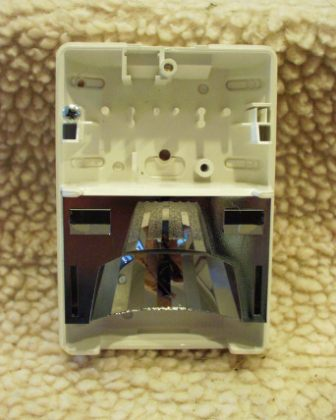
أُزيلت لوحة الدائرة المطبوعة لإظهار المرآة المجزأة.
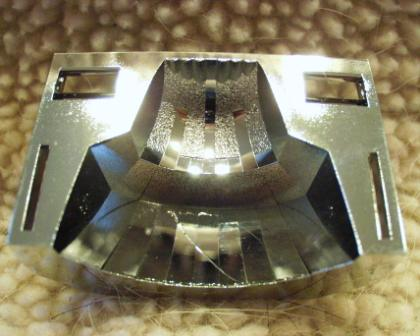
مرآة مكافئة مجزأة أُزيلت من الغلاف.
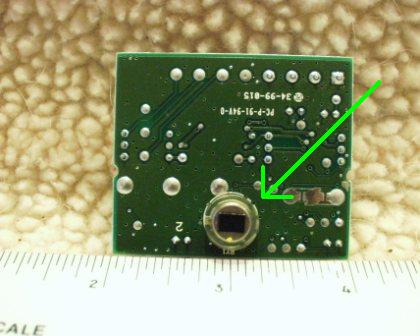
الجزء الخلفي من لوحة الدائرة والذي يواجه المرآة عند وضعه في مكانه. السهم الأخضر يُشير إلى المستشعر الكهروحراري بواسطة.

### نمط الشعاع
نتيجة للتركيز، فإن مجال رؤية الكاشف هو في الواقع نمط شعاع. في زوايا معينة (مناطق)، لا يتلقى مستشعر الأشعة تحت الحمراء أي طاقة إشعاعية تقريبًا، وفي زوايا أخرى يتلقى مستشعر الأشعة تحت الحمراء كميات مركزة من طاقة الأشعة تحت الحمراء. يساعد هذا الفصل كاشف الحركة على التمييز بين الإضاءة في جميع أنحاء المجال والأشياء المتحركة.
عندما يمشي شخص ما من زاوية (شعاع) إلى أخرى، فإن جهاز الكشف سوف يرى الشخص المتحرك بشكل متقطع فقط. ويؤدي هذا إلى تغيير إشارة الاستشعار بسرعة والتي تستخدمها الأجهزة الإلكترونية لتشغيل الإنذار أو تشغيل الإضاءة. سيجري تجاهل الإشارة المتغيرة ببطء بواسطة الأجهزة الإلكترونية.

يُحدد عدد وشكل وتوزيع وحساسية هذه المناطق بواسطة العدسة و/أو المرآة. يبذل المصنعون قصارى جهدهم لإنشاء نمط شعاع الحساسية الأمثل لكل تطبيق.

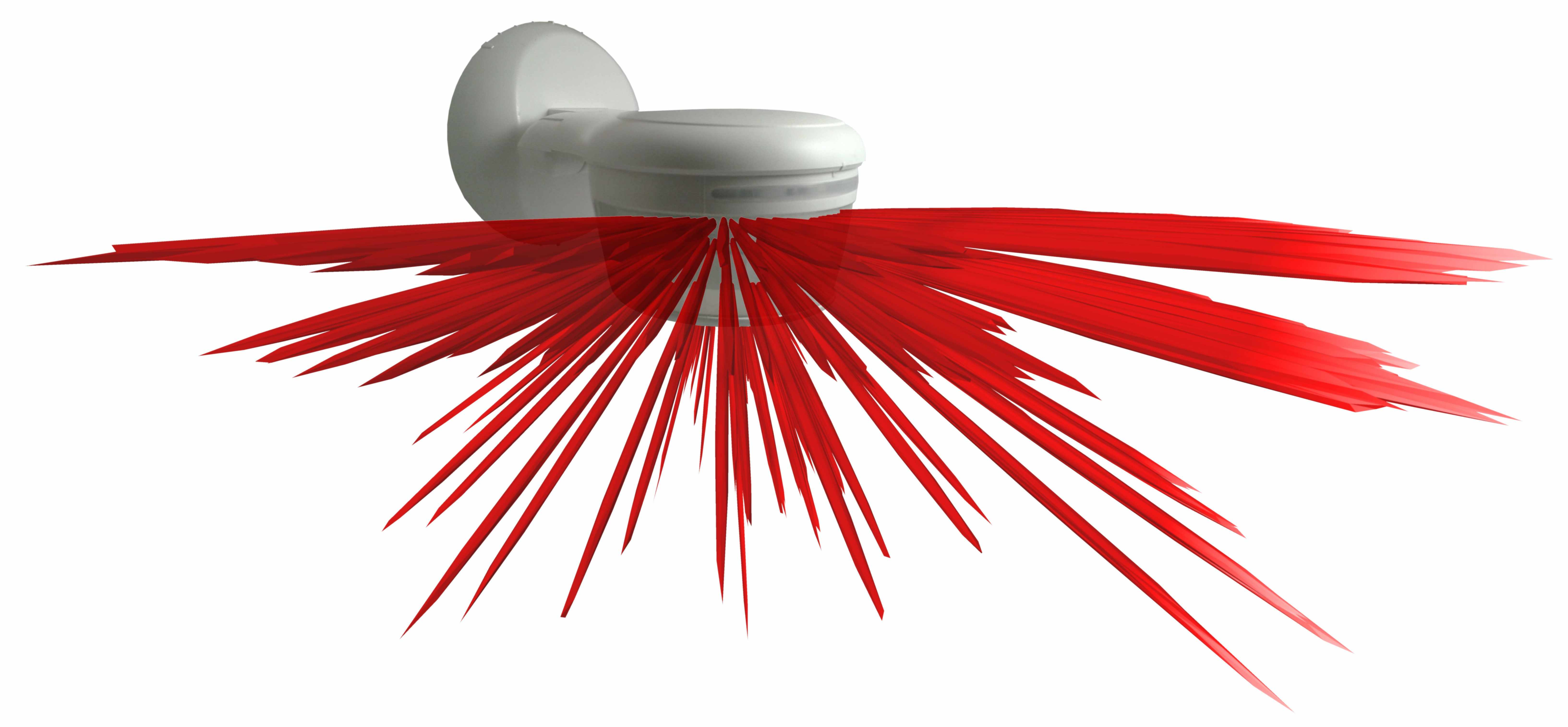
كاشف الحركة بنمط شعاع متراكب. طول الشعاع هو مقياس لحساسية الكاشف في هذا الاتجاه.

### تطبيقات الإضاءة التلقائية
عند استخدام مستشعر الأشعة تحت الحمراء كجزء من نظام الإضاءة التلقائية، فإن الدائرة الإلكترونية الموجودة فيه تتحكم عادةً في مُرحِّل متكامل قادر على توصيل جهد مصدر التيار الكهربائي. وهذا يعني أنه من الممكن إعداد جهاز الاستشعار لتشغيل الأضواء المتصلة بالجهاز عند اكتشاف الحركة. يُستخدم هذا عادةً في الحالات الخارجية إما لردع المجرمين (إضاءة الأمان) أو للاستخدامات العملية مثل تشغيل ضوء الباب الأمامي حتى تتمكن من العثور على مفاتيحك في الظلام.
يمكن أن تكون هناك استخدامات إضافية في المراحيض العامة، أو مخازن الطعام، أو الممرات، أو في أي مكان يكون فيه التحكم التلقائي في الأضواء مفيدًا. يمكن أن يؤدي هذا إلى توفير الطاقة حيث يجري تشغيل الأضواء فقط عند الحاجة إليها ولا يُعتمد على المستخدمين لإطفاء الأضواء عند مغادرة المنطقة.

### تطبيقات الأمان
عند استخدامه كجزء من نظام الأمان، تتحكم الدائرة الإلكترونية الموجودة في جهاز الاستشعار عادةً في مُرحل صغير. يُكمل هذا المُرحل الدائرة عبر زوج من نقاط التلامس الكهربائية المتصلة بمنطقة إدخال الكشف في لوحة التحكم في إنذار السرقة. يُصمم النظام عادةً بحيث إذا لم يُكتشف أي حركة، فإنه يقوم بإغلاق نقاط التلامس - وهو مُرحل "مغلق عادةً" (NC). إذا جرى الكشف عن الحركة، فسيقوم المُرحل بفتح الدائرة، مما يؤدي إلى تشغيل الإنذار؛ أو إذا فُصل السلك، فسيعمل الإنذار أيضًا.

#### الموضع المناسب
يوصي المصنعون بوضع المستشعر بعناية لمنع حدوث الإنذارات الكاذبة (أي تولد إشارة بالرغم من عدم وجود حركة لمتسلل).
حيث يقترح المُصنعون تركيب أجهزة استشعار الحركة بالأشعة تحت الحمراء بطريقة لا تسمح لها بـ "الرؤية" من النافذة. على الرغم من أن الطول الموجي للأشعة تحت الحمراء التي تكون الرقائق حساسة لها لا يخترق الزجاج بشكل جيد، إلا أن مصدر الأشعة تحت الحمراء القوي (مثل مصباح السيارة الأمامي أو ضوء الشمس) يمكن أن يزيد من تحميل المستشعر ويسبب إنذارًا خاطئًا. لن يتمكن جهاز كشف الحركة من "رؤية" الشخص الذي يتحرك على الجانب الآخر من الزجاج. قد يكون هذا جيدًا بالنسبة لنافذة تواجه رصيفًا عامًا، أو سيئًا بالنسبة لنافذة في قسم داخلي.
ومن المستحسن أيضًا عدم وضع المستشعر في وضع يسمح بفتحة تهوية أجهزة التدفئة والتكييف HVAC بنفخ الهواء الساخن أو البارد على سطح البلاستيك الذي يغطي نافذة الغلاف. على الرغم من أن الهواء لديه انبعاثية منخفضة للغاية (ينبعث منه كميات صغيرة جدًا من طاقة الأشعة تحت الحمراء)، فإن الهواء الذي يُنفخ على غطاء النافذة البلاستيكية قد يغير درجة حرارة البلاستيك بما يكفي لإطلاق إنذار كاذب.
غالبًا ما يجري تصميم أجهزة الاستشعار أيضًا "لتجاهل" الحيوانات الأليفة المنزلية، مثل الكلاب أو القطط، من خلال ضبط عتبة حساسية أعلى، أو من خلال التأكد من بقاء أرضية الغرفة خارج التركيز.
نظرًا لأن أجهزة استشعار الأشعة تحت الحمراء لها نطاقات تصل إلى 10 أمتار (30 قدمًا)، فإن جهاز كشف واحد يوضع بالقرب من المدخل عادة ما يكون كافيًا للغرف ذات المدخل الواحد فقط. تعتبر أنظمة الأمان القائمة على مستشعر الأشعة تحت الحمراء قابلة للتطبيق أيضًا في الأمان الخارجي والإضاءة الحساسة للحركة؛ إحدى مزاياها هي استهلاكها المنخفض للطاقة، مما يسمح لها بالعمل بالطاقة الشمسية.

## مقياس حرارة عن بعد يعمل بالأشعة تحت الحمراء
يوجد تصميمات لدوائر إلكترونية يُستخدم فيها مُستشعر الأشعة تحت الحمراء لقياس درجة حرارة جسم بعيد. في مثل هذه الدائرة، يُستخدم خرج المستشعر غير التبايني. يجري تقييم إشارة الخرج وفقًا لمعايرة طيف الأشعة تحت الحمراء لنوع محدد من المادة المراد ملاحظتها. وبهذه الوسيلة، يمكن الحصول على قياسات دقيقة نسبيا لدرجات الحرارة عن بُعد. وبدون معايرة لنوع المادة التي يجري ملاحظتها، يكون جهاز مقياس الحرارة بالأشعة تحت الحمراء قادرًا على قياس التغيرات في انبعاث الأشعة تحت الحمراء والتي تتوافق مباشرة مع التغيرات في درجات الحرارة، ولكن لا يمكن حساب قيم درجات الحرارة الفعلية.

## روابط خارجية
- كيف تعمل مكونات كاشف الحركة بالأشعة تحت الحمراء
- نصائح التصميم وتعليمات التجميع من مجموعة أجهزة كشف الحركة
- U.S. Patent 3٬703٬718 ، نظام كشف التسلل بالأشعة تحت الحمراء، الصادرة في 21 نوفمبر 1972 لـ هربرت إل بيرمان، تحتوي على شرح واضح للغاية